# Золотарівка (Олександрійський район)
Золотарі́вка — село в Україні, у Великоандрусівській сільській громаді Олександрійського району Кіровоградської області. Населення становить 635 осіб. Діє загальноосвітня школа I ступеня.

## Історія
В середині 18 ст. належало до Власівської сотні Миргородського полку. У 1770-х рр. тут оселена значна група росіян-старообрядців — формально емігрантів з теренів Речі Посполитої (слобода Вєтка та ін.).
Станом на 1886 рік у селі Глинської волості Олександрійського повіту Херсонської губернії мешкало 1926 осіб, налічувалось 374 дворових господарства, існували православна церква та 4 лавки.
За переписом 1897 року кількість мешканців зросла до 3913 осіб (2615 чоловічої статі та 1298 — жіночої), з яких 1383 — православної віри.
Під час організованого радянською владою Голодомору 1932—1933 років померло щонайменше 552 жителі села.

## Населення
Згідно з переписом УРСР 1989 року чисельність наявного населення села становила 789 осіб, з яких 342 чоловіки та 447 жінок.
За даними перепису населення 2001 року у селі проживали 635 осіб.
Рідною мовою назвали:
| Мова       | Кількість осіб | Відсоток |
| ---------- | -------------- | -------- |
| російська  | 476            | 74,96 %  |
| українська | 152            | 23,94 %  |
| болгарська | 1              | 0,16 %   |
| вірменська | 1              | 0,16 %   |
| інші       | 5              | 0,78 %   |